# نیسان بول
نیسان بول (Nissan Bevel) خودرویی است که از سال ۲۰۱۰–کنون تولید شده‌است.